# 胡永成
胡永成（1497年—1545年），字思貞，號嵿泉（巅泉），江西吉安府安福縣人，軍籍，明朝政治人物。

## 生平
正德十一年丙子（1516年）江西鄉試第十一名舉人。嘉靖八年（1529年）中式己丑科會試第一百四十名，登第三甲第一百二十七名進士。授泾县知县，在任四年，擢升刑部主事，嘉靖十二年（1533年）建昌侯张延龄被下狱，胡永成等刑部官员因审理不合皇帝心意，十三年九月原任刑部尚书致仕张子麟等人俱被逮问，胡永成贬和州同知，稍遷徽州府同知、南雄府知府，擢廣東按察司副使、整饬瓊崖兵备，嘉靖二十四年卒于官，年四十九。

## 家族
曾祖胡萬通；祖父胡崇禮；父胡熹，號一軒，曾任義官。前母彭氏；母劉氏；繼母李氏。